# Jhon Solís
Jhon Jairo Solís Vélez (San José del Guaviare, Colombia; 12 de febrero de 1999) es un futbolista colombiano. Juega de centrocampista y su equipo actual es el Orlando City B de la MLS Next Pro.

## Trayectoria
Solís se incorporó a las inferiores del Deportes Tolima en 2018. y fue promovido al primer equipo en 2020. Entre 2017 y 2018, pasó por las inferiores de Boca Juniors.
En febrero de 2020, fue cedido al Bogotá F.C. de la Categoría Primera B, donde jugó dos encuentros.
Los siguientes dos años, el centrocampista firmó en el Fortaleza de la Primera B.
De cara a la temporada 2023, Solís fichó en el Orlando City B de la MLS Next Pro.

## Estadísticas
Actualizado al último partido disputado el 20 de octubre de 2024.
| Club                          | Div.          | Temporada     | Liga  | Liga  | Copas nacionales | Copas nacionales | Copas internacionales | Copas internacionales | Total | Total |
| Club                          | Div.          | Temporada     | Part. | Goles | Part.            | Goles            | Part.                 | Goles                 | Part. | Goles |
| ----------------------------- | ------------- | ------------- | ----- | ----- | ---------------- | ---------------- | --------------------- | --------------------- | ----- | ----- |
| Bogotá FC · Colombia          | 2.ª           | 2020          | 2     | 0     | 1                | 0                | —                     | —                     | 3     | 0     |
| Bogotá FC · Colombia          | Total club    | Total club    | 2     | 0     | 1                | 0                | 0                     | 0                     | 3     | 0     |
| Fortaleza CEIF · Colombia     | 2.ª           | 2021          | 36    | 6     | 2                | 0                | —                     | —                     | 38    | 6     |
| Fortaleza CEIF · Colombia     | 2.ª           | 2022          | 41    | 4     | 9                | 2                | —                     | —                     | 50    | 6     |
| Fortaleza CEIF · Colombia     | Total club    | Total club    | 77    | 10    | 11               | 2                | 0                     | 0                     | 88    | 12    |
| Orlando City B Estados Unidos | 3.ª           | 2023          | 28    | 2     | —                | —                | —                     | —                     | 28    | 2     |
| Orlando City B Estados Unidos | 3.ª           | 2024          | 29    | 4     | —                | —                | —                     | —                     | 29    | 4     |
| Orlando City B Estados Unidos | Total club    | Total club    | 57    | 6     | 0                | 0                | 0                     | 0                     | 57    | 6     |
| Total carrera                 | Total carrera | Total carrera | 136   | 16    | 12               | 2                | 0                     | 0                     | 148   | 18    |